# Gyula Horn

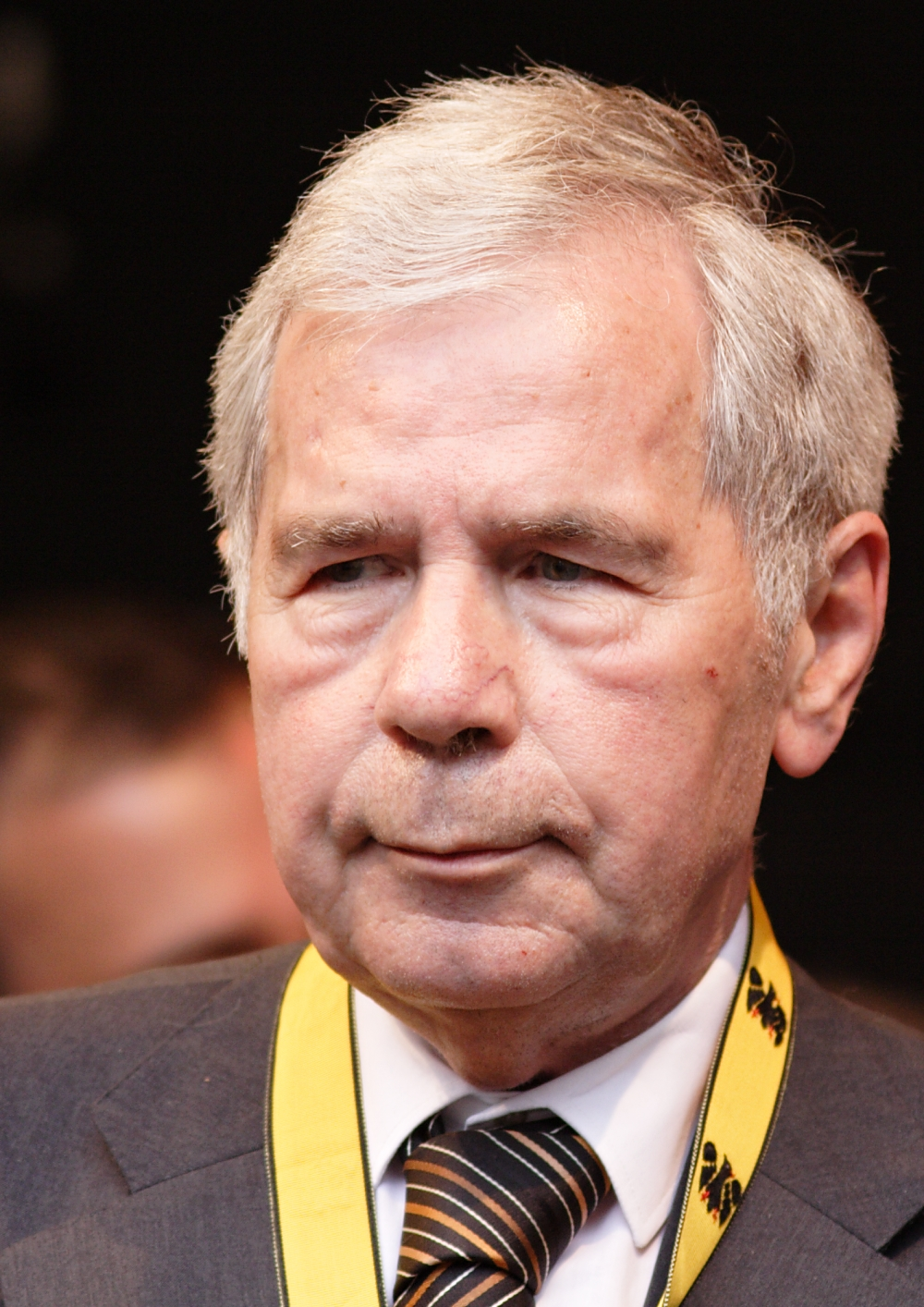
Gyula Horn

Gyula Horn (Boedapest, 5 juli 1932 – aldaar, 19 juni 2013) was een Hongaars politicus, in de periode 1994-1998 was hij minister-president van Hongarije.

## Communistische periode
De jonge Horn, die als technicus werkzaam was, sloot zich aan bij de communistische beweging. Hierdoor kon hij in 1949-1954 in de Sovjet-Unie een economische opleiding volgen. Vervolgens werkte hij tot 1959 op het Hongaarse ministerie van financiën. 
Ten tijde van de Hongaarse Opstand behoorde Horn, wiens broer door de opstandelingen was omgebracht, bij de pufajkások, Hongaarse communisten die samen met de Russische troepen de opstand onderdrukten. (Dit werd pas in de jaren negentig bekend.) Hij trad ook weer toe tot de gezuiverde communistische partij onder leiding van János Kádár.
Vanaf 1959 werkte hij bij de diplomatieke dienst. Na 1969 was Horn medewerker bij afdeling Buitenlandse Zaken van het Centraal Comité van de communistische partij, van 1974 tot 1989 lid van het Centraal Comité en chef van de Buitenlandcommissie daarvan.
In de jaren 1985-1989 was hij tevens staatssecretaris van Buitenlandse Zaken. Horn behoorde in die tijd tot de hervormingsgezinde vleugel van de partij. In 1989 werd hij minister van Buitenlandse Zaken in het kabinet van Miklós Németh. In die functie speelde hij een rol bij het besluit de naar Hongarije gevluchte Oost-Duitsers naar West-Duitsland te laten reizen, een belangrijke stap in de ontmanteling van het IJzeren Gordijn.

## Na het communisme
Horn was in 1989 nauw betrokken bij de omvorming van de communistische partij tot de sociaaldemocratische MSZP, waarvan hij voorzitter werd. Bij de democratische verkiezingen van het voorjaar van 1990 werd hij in het parlement gekozen. In 1994 won de partij onder aanvoering van Horn de verkiezingen en werd hij minister-president. Onder zijn bewind vonden harde saneringen plaats, maar dit leidde wel tot een bescheiden economisch herstel. Na de verkiezingsnederlaag van 1998 trad Horn als premier af.
In 1990 ontving hij de prestigieuze Karelsprijs voor de Europese eenwording. 
Horn overleed op 80-jarige leeftijd na een langdurig ziekbed. Hij was gehuwd en had twee kinderen.